# Karleby, Enköpings kommun
Karleby är en by i Simtuna socken i Enköpings kommun i södra Uppland.
Byn består av enfamiljshus samt bondgårdar och tillhörde historiskt Västmanlands län. Den 1 januari 1971 överfördes bland annat Simtuna socken till Uppsala län. Riksväg 70 passerar på byns norra sida. Länsväg C 824 går genom byn.

## Karleby tingshus
Byn är känd bland annat för det kulturminnesmärkta Karleby tingshus där häradsting hölls för Simtuna och Torstuna härader. Här ägde rättegången mot Elg-Cajsa rum, då hon fälldes för mord och mordförsök.